# Talsperre Camporredondo
Die Talsperre Camporredondo (spanisch Presa del Camporredondo) ist eine Talsperre mit Wasserkraftwerk in der Gemeinde Velilla del Río Carrión, Provinz Palencia, Spanien. Sie staut den Carrión zu einem Stausee auf. Die Talsperre dient der Trinkwasserversorgung, der Bewässerung und der Stromerzeugung. Mit ihrem Bau wurde 1914 begonnen; sie wurde 1930 fertiggestellt und am 4. August 1930 durch König Alfons XIII. eingeweiht. Die Talsperre ist in Staatsbesitz.

## Absperrbauwerk
Das Absperrbauwerk ist eine Gewichtsstaumauer aus Naturstein und Beton mit einer Höhe von 75,5 (bzw. 76) m über der Gründungssohle; die Höhe über dem Flussbett beträgt 67,5 m. Die Mauerkrone liegt auf einer Höhe von 1292 (bzw. 1292,2) m über dem Meeresspiegel. Die Länge der Mauerkrone beträgt 160 m; die Breite der Mauerkrone liegt bei 3,3 m. Das Volumen beträgt 172.400 m³.
Die Staumauer verfügt sowohl über einen Grundablass als auch über eine Hochwasserentlastung. Über den Grundablass können maximal 78 m³/s abgeleitet werden, über die Hochwasserentlastung maximal 413 (bzw. 463 oder 488) m³/s. Das Bemessungshochwasser liegt bei 350 (bzw. 517) m³/s.
Die ursprüngliche Hochwasserentlastung auf der rechten Flussseite musste in den 1930er und 1940er Jahren erweitert werden, da ihre Kapazität zur Ableitung des Wassers nicht ausreichend war. In den 1960er Jahren wurde eine zweite Hochwasserentlastung auf der linken Flussseite errichtet, mit der sich die Kapazität mehr als verdoppelte.
In den 1980er Jahren wurden zwei Kontrollgänge in der Staumauer angelegt, in denen Überwachungseinrichtungen installiert wurden.

## Stausee
Beim normalen Stauziel von 1290,7 (bzw. 1291) m erstreckt sich der Stausee über eine Fläche von rund 3,88 km² und fasst 70 Mio. m³ Wasser; davon können 64 Mio. m³ genutzt werden.

## Kraftwerk
Das Kraftwerk ist seit 1992 im Besitz von Renewable Power International, S.L. Es ging erstmals am 28. Februar 1933 mit zwei Maschinen in Betrieb; der normale Betrieb wurde jedoch erst im Jahr 1943 aufgenommen. Eine dritte Maschine wurde 1965 installiert und ging im selben Jahr in Betrieb.
Die installierte Leistung des Kraftwerks beträgt 10 (bzw. 11,6) MW. Es sind drei Francis-Turbinen mit horizontaler Welle installiert. Die Fallhöhe beträgt 68 m. Der Durchfluss liegt bei 22 (bzw. 24) m³/s. Das Maschinenhaus befindet sich etwas unterhalb der Talsperre auf der rechten Flussseite.

## Sonstiges
Die Errichtungskosten betrugen ungefähr 10 Mio. Peseten.